# Stachyarrhena reflexa
Stachyarrhena reflexa är en måreväxtart som beskrevs av Paul Carpenter Standley. Stachyarrhena reflexa ingår i släktet Stachyarrhena och familjen måreväxter. Inga underarter finns listade i Catalogue of Life.